# Plectris olivierai
Plectris olivierai är en skalbaggsart som beskrevs av Frey 1974. Plectris olivierai ingår i släktet Plectris och familjen Melolonthidae. Inga underarter finns listade i Catalogue of Life.